# Marian Dumitru

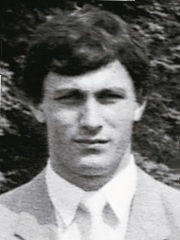
Marian Dumitru

Marian Dumitru (* 18. März 1960 in Ploieștiori) ist ein ehemaliger rumänischer Handballspieler.
Er begann im Alter von 15 Jahren in Ploiești mit dem Handballspielen und wechselte 1978 zu Steaua Bukarest. Mit dem Club aus der Hauptstadt wurde er elfmal rumänischer Meister. Nach der Rumänischen Revolution 1989 spielte Dumitru von 1990 bis 1992 in der Handball-Bundesliga für den TSV Bayer Dormagen. Für den Werksclub erzielte er in 43 Spielen 274 Tore. Danach ging Dumitru nach Spanien und gewann mit dem CBM Alzira Avidesa den EHF-Pokal 1993/94. Später war Dumitru noch bei unterklassigen Vereinen und beendete 2002 beim Regionalligisten VfL Waiblingen seine Karriere.
Für die rumänische Nationalmannschaft bestritt Dumitru 187 Länderspiele, in denen er 762 Tore erzielte. Damit ist er der fünftbeste Torschütze Rumäniens. Sowohl bei den Olympischen Spielen 1980 in Moskau als auch bei den Olympischen Spielen 1984 in Los Angeles gewann er mit Rumänien die Bronzemedaille. Bei der Weltmeisterschaft 1982 wurde er mit der rumänischen Mannschaft Fünfter und bei der Weltmeisterschaft 1986 Neunter. Bei der Weltmeisterschaft 1990 führte Dumitru als Kapitän und bester Torschütze seine Mannschaft zur Bronzemedaille. Sein letzter großer internationaler Wettbewerb waren die Olympischen Spiele 1992 in Barcelona, bei denen Rumänen Achter wurde.
Marian Dumitrus Sohn Sergiu Dumitru spielte in der 2. Handball-Bundesliga.